# Dettelbach
Dettelbach település Németországban, azon belül Bajorországban. Lakosainak száma 7228 fő (2023. december 31.).

## Népesség
A település népessége az elmúlt években az alábbi módon változott:
| Lakosok száma | 2255 | 2917 | 4702 | 6174 | 6874 | 6949 | 7280 | 7260 | 7220 | 7228 |
|               | 1875 | 1950 | 1975 | 1987 | 2012 | 2014 | 2016 | 2017 | 2021 | 2023 |